# Sylvia Michel (Pfarrerin)
Sylvia Michel (* 25. Dezember 1935; † 24. Juni 2025 in Wald ZH) war eine Schweizer Pfarrerin. Von 1980 bis 1986 war sie Kirchenratspräsidentin der Evangelisch-reformierten Landeskirche des Kantons Aargau. In Europa war sie damit die erste Frau, die eine Leitungsfunktion in einer Kirche innehatte.

## Leben
Ab 1964 war Sylvia Michel Pfarrerin der Kirchgemeinde Ammerswil (bis 1981), damals als erste Frau, die alleine in einem Pfarramt im Aargau tätig war. Von 1971 bis 1974 leitete sie als deren Präsidentin die Frauenzentrale Aargau und 1974 wurde Michel – ebenfalls als erste Frau – in den Kirchenrat der reformierte Landeskirche Aargau gewählt. Ab 1985 war sie Vorstandsmitglied im Schweizerischen Evangelischen Kirchenbund und 1980 wurde sie zur Kirchenratspräsidentin gewählt. Dieses Amt versah sie bis 1986. Danach engagierte sich Michel im internationalen Kontext, unter anderem von 1987 bis 1995 als Mitglied der Kommission Diakonie in Europa des Ökumenischen Rats der Kirchen. Sylvia Michel verstarb am 24. Juni 2025 im Alters- und Pflegeheim Tabor in Wald ZH.
Ihr zu Ehren wird seit 2009 alle zwei Jahre der von der Reformierten Landeskirche Aargau und der Weltgemeinschaft Reformierter Kirchen gestiftete und mit 5.000 US-Dollar dotierte Internationale Sylvia-Michel-Preis zur Förderung von Frauen in der kirchlichen Führung verliehen.